# Horseland (serie de televisión)
Horseland (Caballos encantados en Latinoamérica) es una serie de televisión infantil estadounidense producida por DIC Entertainment y Cookie Jar Entertainment. Es una serie de travesuras cómicas que sigue los eventos en la vida de un grupo de niños que viajan en Horseland, una escuela ecuestre con establos. Sus aventuras incluyen montar a caballo y participar en competencias para probar sus habilidades y amistades. El programa se estrenó el 16 de septiembre de 2006 como parte del nuevo bloque de dibujos animados de los sábados por la mañana de CBS, KOL Secret Slumber Party, posteriormente KEWLopolis (actualmente Cookie Jar TV). Simultáneamente con la serie, el juego en línea de mascotas virtuales en el que se basaba, se actualizó para complementar la serie con el lanzamiento de una nueva "versión Junior" del juego basada en el programa y con sus diversos personajes y ubicaciones.

## Trama
Ubicado en el rancho ficticio de Horseland Stables, la serie sigue las aventuras de siete preadolescentes (Sarah, Alma, Molly, Chloe, Zoey, Bailey y Will) y sus caballos, quienes se ocupan de sus propias situaciones de vida. Cada episodio es narrado en retrospectiva por Shep el collie áspero, quien da su lección destacada a Teeny el cerdo y Angora el gato en las escenas de apertura y finalización de los episodios. Por lo general, un puma asusta a los caballos por accidente y los hace huir. Todos los episodios se basan en encontrar cada caballo.

## Episodios
Anexo:Episodios de Horseland

## Lanzamiento en DVD
En 2007, NCircle Entertainment lanzó 2 DVD de la serie, titulados Friends First ... Win or Lose y Taking the Heat, cada uno con 3 episodios. En 2008, se lanzaron 2 DVD más, titulados To Tell the Truth y The Fast and the Fearless. El primero contenía 3 episodios, mientras que el último contenía 2.
Finalmente Mill Creek Entertainment lanzó en DVD la serie completa para la Región 1 el 12 de octubre de 2010. Los DVD contienen todos los episodios de la serie e incluye otros cinco dibujos animados propiedad de Cookie Jar como adición. Mill Creek también lanzó el mejor set de 10 episodios titulado The Greatest Stable Ever! en el mismo año, que también incluyó un episodio de Mona la vampira como extra. Estos lanzamientos han sido descontinuados y están agotados.
El 16 de enero de 2018, Mill Creek Entertainment relanzó la serie completa en DVD, excluyendo los dibujos animados de bonificación.